# Change Management
Change Management (CM) vedrører ændringsstyring og refererer ofte til ITILs koncept Service Support Process Model. CM er en praksis, der sikrer at alle ændringer, der skal foretages i et produktionsapparat, håndteres efter aftalte standarder for herigennem at sikre kvalitetsniveauet.
Standarderne sikrer f.eks. en klar ansvarsplacering samt en entydig beskrivelse af ændringen, herunder ændringens forretningsmæssige relevans.
CM bruges ved drift og vedligeholdelse af store IT systemer, hvor vedligeholdelsen sker via release styring (se: Release Management). CM benyttes også som værktøj ved organisationsændringer og virksomhedsfusioner.
Den enkelte ændring laves i en request for change.